# Hesel
Hesel is een gemeente en dorp in de Duitse deelstaat Nedersaksen, in het Oost-Friese Landkreis Leer. Ze maakt deel uit van de Samtgemeinde Hesel.

## Bestuurlijke indeling
De gemeente Hesel heeft een oppervlakte van 44,02 km² telt 4.526 inwoners. Ze is ontstaan uit de samenvoeging van Hesel en Neuemoor en bestaat uit o.a. de volgende dorpen:
- Beningafehn
- Hasselt
- Hesel
- Heseler Hörn
- Kleinhesel
- Kiefeld
- Neuemoor
- Stikelkamp

## Politiek
Zoals alle deelnemende gemeenten van het samenwerkingsverband heeft Hesel een eigen burgemeester en gemeenteraad, die nog een groot deel van de gemeentelijke bevoegdheden uitoefenen.

### Samenstelling gemeenteraad
De gemeenteraad telt sinds 2011 15 leden plus de gekozen burgemeester (van rechtswege).
| Partijen     | 2006 | 2011 | 2016 |
| ------------ | ---- | ---- | ---- |
| SPD          | 6    | 7    | 5    |
| CDU          | 8    | 7    | 8    |
| AWG          | -    | 1    | 1    |
| Die Linke    | -    | -    | 1    |
| Burgemeester | 1    | 1    | 1    |